# Verbandsgemeinde Enkenbach-Alsenborn (1972-2014)
La comunità amministrativa di Enkenbach-Alsenborn (Verbandsgemeinde Enkenbach-Alsenborn) era una comunità amministrativa della Renania-Palatinato, in Germania.
Faceva parte del circondario di Kaiserslautern.
A partire dal 1º gennaio 2014 i comuni che ne facevano parte sono stato uniti a quelli della comunità amministrativa di Hochspeyer per costituire la nuova comunità amministrativa Enkenbach-Alsenborn che ha lo stesso nome della precedente comunità ma è un ente di nuova costituzione.

## Suddivisione
Comprendeva 4 comuni:
1. Enkenbach-Alsenborn
2. Mehlingen
3. Neuhemsbach
4. Sembach

Il capoluogo era Enkenbach-Alsenborn.